# أحمد صبري (لاعب كرة قدم عراقي)
أحمد صبري عبد الجبار مواليد 3 ديسمبر 1978 في بغداد، هو مدرب حالي ولاعب كرة قدم عراقي دولي سابق كان يلعب في مركز الوسط. يعمل حالياً مساعداً لمدرب نادي الميناء العراقي (عماد عودة) حيث انضم إلى الجهاز الفني للنادي مؤخراً. انضم إلى تشكيلة منتخب العراق تحت 17 سنة وتحت 20 سنة وتحت 23 سنة كما شارك مع المنتخب الوطني العراقي.

## البدايات
بدأ أحمد صبري حياته الكروية في الناشئين في نادي الشرطة الذي حصل معه في موسم 1996/1995 على لقب أول هدافي العراق في فئة الشباب إذ سجل الكثير من الأهداف، ثم انتقل إلى نادي القوة الجوية في فئة الشباب ومنها إلى الفريق الأول. وفي عام 2001 استدعي للعب مع المنتخب العراقي الوطني الأول في افتتاح استاد الشعب بعد ترميمه أمام منتخب تونس.

## المسيرة الاحترافية
لعب أحمد صبري لصالح العديد من الأندية الرياضية العراقية مثل نادي الكرخ ونادي النفط ونادي الشرطة العراقي ونادي القوة الجوية، واحترف خارج العراق ليلعب لصالح نادي الحالة الذي يلعب في الدوري البحريني لكرة القدم. ولعب أيضًا في الدوري السوري.

## إنجازات
نادي الشرطة
- بطولة أم المعارك: 2000